# Shavit
Shavit (en hebreu: שביט) (en català: cometa) és el nom d'una família de llançadores orbitals israelianes, propulsades per coets de combustible sòlid, les quals deriven del míssil balístic d'abast mitjà, anomenat Jericho 3, pràcticament idèntic al sud-africà RSA-3.
Israel només pot llençar míssils en sentit retrògrad (cap a l'oest) per evitar que els llançaments sobrevolin països àrabs a baixa altura. Els llançaments dels coets Shavit es duen a terme des de la Base aèria de Palmahim, a la costa israeliana, en aquest sentit retrògrad.

## Models

### Shavit

#### Especificacions
- Càrrega útil: 160 kg a OTB (366 km d'altura a 143 graus d'inclinació).
- Apogeu: 1400 km.
- Empenyiment a l'enlairament : 412,7 kN.
- Massa total: 23.630 kg.
- Diàmetre: 1,35 metres.
- Longitud total: 18 metres.

### Shavit 1
És una versió millorada del Shavit. El Shavit 1 també és anomenat NEXT. Ha sigut llençat 5 vegades, 2 d'aquestes vegades han fallat. El primer d'aquests llançaments es va dur a terme el 5 d'abril de l'any 1995 i l'últim el 10 de juny de l'any 2007.

#### Especificacions
- Càrrega útil: 225 kg a OTB (366 km d'altura a 143 graus d'inclinació).
- Apogeu: 1400 km.
- Empenyiment a l'enlairament : 760 kN.
- Massa total: 30.000 kg.
- Diàmetre: 1,35 m.
- Longitud total: 18 m.

### LeoLink LK-1
Llançador amb quatre etapes, derivat del prototip Shavit 2.
- Càrrega útil: 550 kg i 415 kg a òrbita heliosíncrona (800 km d'altura a 98,5 graus d'inclinació).
- Empenyiment a l'enlairament: 600 kN.
- Massa total: 30.500 kg.
- Diàmetre: 1,35 m.
- Longitud total: 20,9 m.

### LeoLink LK 2
Versió del LeoLink LK-1, que utilitza un coet Castor-120 com a fase de primera etapa.
- Càrrega útil: 1.550 kg i 1.200 kg a òrbita heliosíncrona (800 km d'altura a 98,5 graus d'inclinació).
- Empenyiment a l'enlairament: 1.450 kN.
- Massa total: 70.000 kg.
- Diàmetre: 2,3 m.
- Longitud total: 26,4 m.